# Memorie di un monaco
Memorie di un monaco (Die Memoiren eines Mönchs) è un film muto del 1922 diretto da Friedrich Fehér.

## Produzione
Il film fu prodotto dalla Vita-Film AG (Wien).

## Distribuzione
Venne presentato in prima a Vienna il 29 dicembre 1922. In Germania, fu distribuito con il titolo Die Memoiren eines Mönches o Die Beichte eines Mönchs.